# كريستيان فلوريس (لاعب كرة قدم)
كريستيان فلوريس (بالإسبانية: Cristián Flores)‏ هو مدرب كرة قدم ولاعب كرة قدم تشيلي في مركز الدفاع، ولد في 5 مارس 1972 في فالبارايسو في تشيلي. لعب مع سانتياغو واندررز وكولو-كولو.

## وصلات خارجية
- كريستيان فلوريس (لاعب كرة قدم) على موقع الاتحاد الدولي (مؤرشف)  (الإنجليزية)
- كريستيان فلوريس (لاعب كرة قدم) على موقع قاعدة بيانات كرة القدم.إي يو (الإنجليزية)
- كريستيان فلوريس (لاعب كرة قدم) على موقع ناشيونال فوتبول تيمز (الإنجليزية)
- كريستيان فلوريس (لاعب كرة قدم) على موقع عالم كرة القدم.نت (الإنجليزية)